# 지쿠고강 승개교

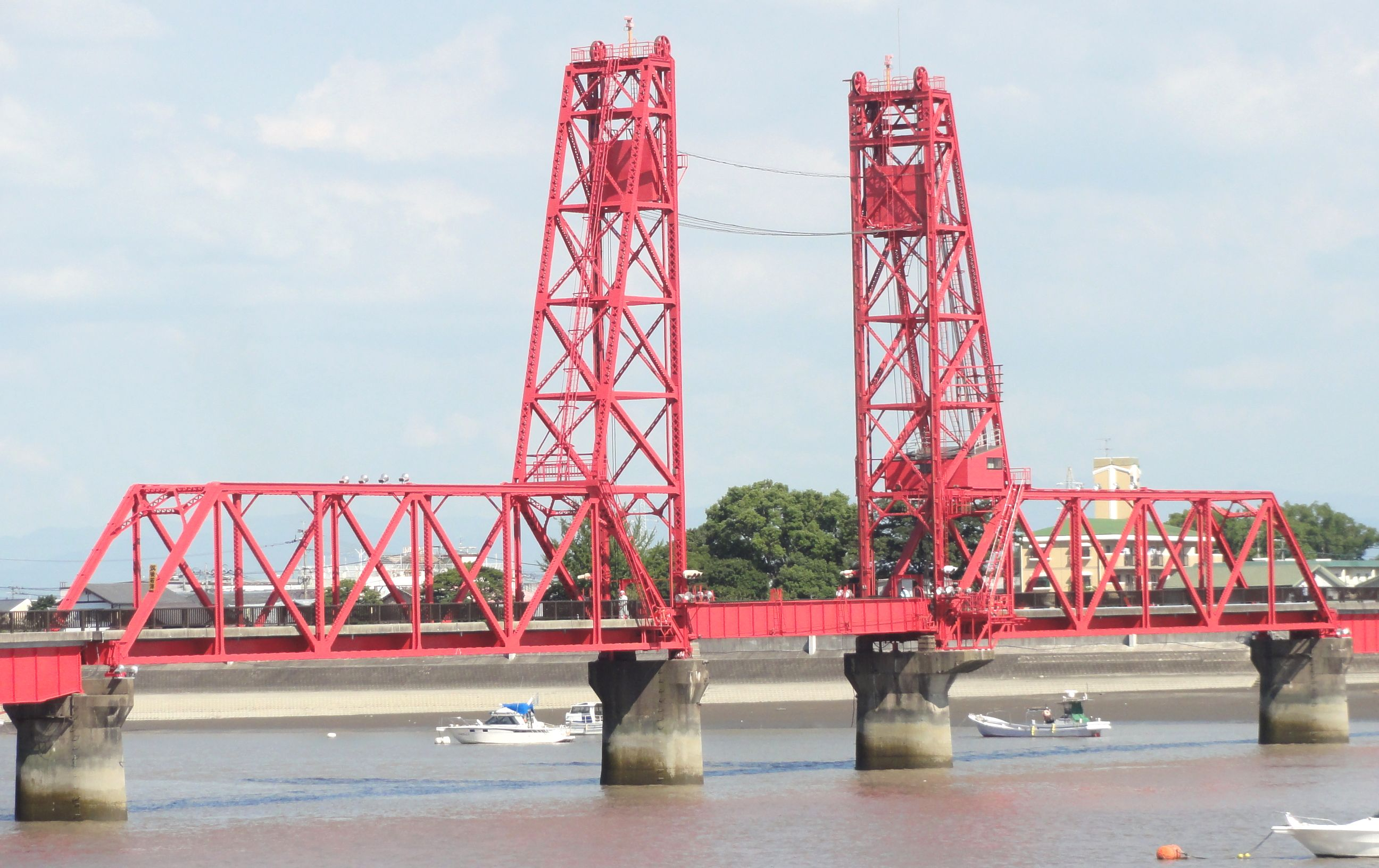
지쿠고강 승개교

지쿠고강 승개교(일본어: 筑後川昇開橋 지쿠고가와쇼카이쿄[*], Chikugo River Lift Bridge)는 일본 국유 철도 사가 선의 다리이다. 지쿠고강에 위에 있으며, 후쿠오카현 오카와시와 사가시 모로도미 정 사이를 잇던 철도용 간이 교량이다. 사가 선이 폐선된 이후, 현재는 육교로 이용되고 있다. 중요 문화재로 지정되어있다.